# 帕特雷什岩
帕特雷什岩（英語：Patresh Rock，羅馬化：Skala Patresh），是南極洲的岩石，位於南設得蘭群島的羅伯特島西北岸，處於哈默角西南面0.53公里和什波特角東北面0.78公里，長0.27公里、寬0.04公里，以保加利亞北部城鎮命名，現時由南極條約體系管理。